# Paraleprodera itzingeri
Paraleprodera itzingeri là một loài bọ cánh cứng trong họ Cerambycidae.